# Dolichandra
Dolichandra é um género botânico pertencente à família Bignoniaceae.

## Espécies
Este género é composto por cinco espécies:
- Dolichandra cynanchoides (Foto)
- Dolichandra fenzliana
- Dolichandra kohautiana
- Dolichandra maximiliani
- Dolichandra maximilianii